# التناظر في الرياضيات

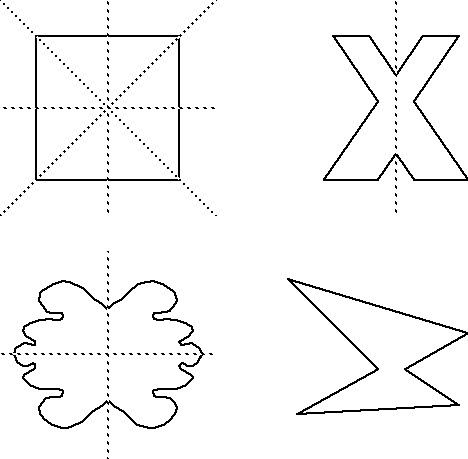

التناظر هو مفهوم منتشر في الرياضيات الحديثة، 
وأداة أنيقة وقوية يمكن تطبيقها 
في طائفة واسعة من الحالات. وينبغي ألا يكون من المستغرب أن هناك صلة قوية بين 
التماثل وtilings - tilings من الطائرة ميزة عادة درجة معينة من التكرار، والتماثل 
هو وسيلة لقياس هذا التكرار. عملت الجماعات التماثل مستو أداة قوية في 
[فهم وتصنيف تصاميم الذين ينتمون إلى العديد من التقاليد في العالم ] ، 
وأقدم لمحة عامة عن نظرية التماثل في الطائرة. أنا ابذل جهد لسد بعض 
من الحدس الكامن والتناظر ، وتشمل تفاصيل إضافية حول كيفية تطبيق نظرية في 
الحالة الخاصة للtilings. 
على سبيل المثال ، في حين أن tilings isohedral مناقشتها في المقال ينتمون جميعا إلى خلفية 17 
مجموعة ، التماثلات التي تظهر كمنتج ثانوي من التفاعلات بين البلاط وجيرانها ، 
ولا تتطلب الاهتمام المباشر. من وجهة نظر حسابي ، يكفي أن نعرف ببساطة 
كل ذلك يتم تبليط isohedral periodic.Nevertheless ، نظرية التماثل مفيد بما فيه الكفاية وهامة.